# Dartchery
El dartchery es un deporte resultado de la combinación entre dardos y tiro con arco, practicado por personas con discapacidad física. Está regulado por el Comité Paralímpico Internacional. Formó parte del programa paralímpico entre 1960 y 1980.